# Johann Rulemann Ludwig Eylert
Johann Rulemann Ludwig Eylert (* 16. Oktober 1731 in Strünkede; † 1. September 1813 in Hamm) war ein deutscher Theologe und Professor für Theologie am Akademischen Gymnasium zu Hamm. 

## Leben
Er wurde als Sohn des Pfarrers Johann Hermann Eylert und der Anna Theodore Lemmick in Strünkede geboren. 
Ab 1748 besuchte er die Universität in Duisburg. 1754 wurde er zweiter reformierter Pfarrer in Hamm, 1762 Professor der Theologie in Hamm. Eingeführt wurde er in sein neues Amt am 14. Oktober 1762. Am 1. Oktober 1782 wurde er als Professor der Theologie pensioniert, blieb aber zweiter reformierter Pfarrer, ab 1794 erster reformierter Pfarrer in Hamm.
Am 1. Januar 1757 heiratete er in Hamm Catharina Elisabeth Biermann (* ca. 1732 in Hamm † 1810 in Hamm). Von seinen Kindern sind Hermann Christian Eylert (1757–1826), Rulemann Friedrich Eylert (1770–1852) und Conradina Carolina Eylert (* 1773) bekannt.

## Weblink
- Johann Rulemann Ludwig Eylert im Lexikon Westfälischer Autorinnen und Autoren

| Personendaten    | Personendaten                                  |
| ---------------- | ---------------------------------------------- |
| NAME             | Eylert, Johann Rulemann Ludwig                 |
| KURZBESCHREIBUNG | deutscher Theologe und Professor für Theologie |
| GEBURTSDATUM     | 16. Oktober 1731                               |
| GEBURTSORT       | Strünkede                                      |
| STERBEDATUM      | 1. September 1813                              |
| STERBEORT        | Hamm                                           |